# Evertsberg
Evertsberg (älvdalska Äväsbjärr eller lokalt Evesbjär) är en tätort i  Älvdalens kommun, 12 km sydväst om Älvdalens tätort. Orten är känd eftersom den fjärde av kontrollerna vid Vasaloppet finns där. I byn talas lokalspråket älvdalska.

## Ortnamnet
År 1539 skrevs Æffuidzbergh. Det består förmodligen av det gamla mansnamnet Övid.

## Befolkningsutveckling
| Befolkningsutvecklingen i Evertsberg 1960–2020 | Befolkningsutvecklingen i Evertsberg 1960–2020 | Befolkningsutvecklingen i Evertsberg 1960–2020 | Befolkningsutvecklingen i Evertsberg 1960–2020 | Befolkningsutvecklingen i Evertsberg 1960–2020 |
| ---------------------------------------------- | ---------------------------------------------- | ---------------------------------------------- | ---------------------------------------------- | ---------------------------------------------- |
|                                                |                                                |                                                |                                                |                                                |
| År                                             |                                                |                                                | Folkmängd                                      | Areal (ha)                                     |
| 1960                                           | 1960                                           |                                                | 498                                            |                                                |
| 1965                                           | 1965                                           |                                                | 490                                            |                                                |
| 1970                                           | 1970                                           |                                                | 418                                            |                                                |
| 1975                                           | 1975                                           |                                                | 403                                            |                                                |
| 1980                                           | 1980                                           |                                                | 414                                            |                                                |
| 1990                                           | 1990                                           |                                                | 359                                            | 166                                            |
| 1995                                           | 1995                                           |                                                | 324                                            | 171                                            |
| 2000                                           | 2000                                           |                                                | 287                                            | 171                                            |
| 2005                                           | 2005                                           |                                                | 285                                            | 170                                            |
| 2010                                           | 2010                                           |                                                | 267                                            | 170                                            |
| 2015                                           | 2015                                           |                                                | 232                                            | 137                                            |
| 2020                                           | 2020                                           |                                                | 240                                            | 137                                            |
|                                                |                                                |                                                |                                                |                                                |

## Samhället
Evertsberg ligger i en gammal jordbruks- och skogsbruksbygd och har ett gammalt kapell – Evertsbergs kapell. I Evertsberg, som ligger mitt mellan Berga by och Mora, står en portal vid vilken den snabbaste löparen till Evertsberg i varje Vasalopp erövrar det s.k. Bergspriset. Det är en "stanka" (en stånka) som har tillverkats i byn. 
Vid gamla skolan finns ett sandstensblock, brutet på historisk mark vid Mångsbodarna. I den stenen finns namnen på alla löpare inhuggna, som sedan år 1970 erövrat Bergspriset.

## Kända personer från Evertsberg
- Ekor Anders
- Lena Willemark
- Pål Karl Persson